# Döglött akták (negyedik évad)
Ezen az oldalon a Döglött akták amerikai krimi tévésorozat negyedik évadának epizódlistája olvasható, melyet eredetileg 2006. szeptember 24. és 2007. május 6. között vetített az amerikai CBS televízió.
Magyarországon 2009. július 15-étől kezdte el vetíteni, közel két év kihagyás után, az RTL Klub. Három rész után levették a műsorról. A 4. részt 2010. július 1-jén adták le.
Ez az egyetlen olyan évad, amelyik 24 részből áll, az összes többi 23 részes, kivéve az ötödik évadot, amelyik csak 18 epizódból áll és a hetedik évadot, amelyik 22 részes volt.
Ebben az évadban három olyan rész van, ahol egy előadótól választottak ki minden számot:
- The Red And The Blue: Tim McGraw
- 8:03 AM: U2
- Blood On The Tracks: Bob Dylan

Az évadban a legrégibb újra megnyitott akta éve: 1919 (88 éves)
Az évadban a legfiatalabb újra megnyitott akta éve: 2006 (1 éves)

## Epizódlista
| #        | Cím eredeti / magyar | Bemutató eredeti / magyar | Rendezte Írta      | Kép |
| -------- | --- | ------------------------- | ------------------ | --- |
| 70. 4x01 | Rampage | 2006. szeptember 24.      | Mark Pellington    |     |
| 70. 4x01 | A titokzatos harmadik | 2009. július 15.          | Veena Cabreros Sud |     |
| 70. 4x01 | Újra megnyitott akta dátuma: 1995 Utolsó jelenetben hallható dal: Joan Osborne - What if God Was One of Us |                           |                    |     |
| 70. 4x01 | Két tinédzser vérfürdőt rendez egy plázában. Eszement lövöldözésük végeredménye tucatnyi halott és rengeteg sérült. Mielőtt elfognák őket, mindketten megölik magukat. Évekkel később a pláza szellőzőrendszeréből előkerül egy kamera, benne egy felvétel a két fiú ámokfutásáról. A nyomozók arra tippelnek, hogy lehetett egy harmadik cinkosuk, aki videóra vette a mészárlást. |                           |                    |     |
|          | |                           |                    |     |
| 71. 4x02 | War at Home | 2006. október 1.          | Samantha H. Corbin |     |
| 71. 4x02 | Csatamező | 2009. július 22.          | Alex Zakrzewski    |     |
| 71. 4x02 | Újra megnyitott akta dátuma: 2004 Utolsó jelenetben hallható dal: Oasis - Little By Little |                           |                    |     |
| 71. 4x02 | A csinos, családos Dana hivatásos katona, aki egy nap behívót kap Irakba. Három hónappal később hadirokkantként tér vissza: egy rakétatámadás során elveszítette az egyik karját, míg Tommynak, a legjobb barátjának a lábát kellett amputálni. Nem sokkal hazaérkezésük után Dana eltűnik, és néhány évvel később a folyóból előkerül a művégtagja. A nyomozók feltételezik, hogy Dana holtteste is ott lesz. |                           |                    |     |
|          | |                           |                    |     |
| 72. 4x03 | Sandhogs | 2006. október 8.          | David Von Ancken   |     |
| 72. 4x03 | Földalatti leszámolás | 2009. július 29.          | Greg Plageman      |     |
| 72. 4x03 | Újra megnyitott akta dátuma: 1947 Utolsó jelenetben hallható dal: Louis Armstrong - That Lucky Old Sun |                           |                    |     |
| 72. 4x03 | A bányászok körében legendás alak, John Donovan holttestére bukkannak, aki a negyvenes években nyomtalanul eltűnt. Donovant művezetővé tette évtizedekig a föld alatt dolgozó apósa, mert odalent nagyon fontos volt, hogy a munkások egy tapasztalt emberre támaszkodhassanak. Miután Donovan fekete barátja meghalt egy omlás során, szervezkedni kezdett, hogy szakszervezetként jobb körülményeket harcolhassanak ki. Holttestét közel 60 év után találták meg egy alagút ásása során.                                                               |                           |                    |     |
|          | |                           |                    |     |
| 73. 4x04 | Baby Blues | 2006. október 15.         | David Barrett      |     |
| 73. 4x04 | Bölcsőhalál | 2010. július 1.           | Liz W. Garcia      |     |
| 73. 4x04 | Újra megnyitott akta dátuma: 1982 Utolsó jelenetben hallható dal: Journey - Open Arms |                           |                    |     |
| 73. 4x04 | A nyolcvanas évek elején a kétgyerekes családanya, Molly a karrierjét nem hajlandó feladni a gyerekek miatt. Késő estig dolgozik, bébiszitter vigyáz a gyerekekre. A hat hónapos Iris különösen problémás gyerek, koraszülött lévén folyton sír, mígnem egyik éjjel holtan találják. Bölcsőhalálként zárják le az ügyet. Napjainkban újravizsgálják az összes korábbi bölcsőhalálnak nyilvánított esetet. Mivel a baba tüdejében annak idején vizet találtak, azt feltételezik, hogy a gyermeket vízbe fojtották.                                        |                           |                    |     |
|          | |                           |                    |     |
| 74. 4x05 | Saving Sammy | 2006. október 22.         | Paris Barclay      |     |
| 74. 4x05 | Számok között | 2010. július 8.           | Tyler Bensinger    |     |
| 74. 4x05 | Újra megnyitott akta dátuma: 2003 Utolsó jelenetben hallható dal: Coldplay - In My Place |                           |                    |     |
| 74. 4x05 | 2003-ban egy házaspárt megölnek a kocsijukban egy piros lámpánál. Lányuk nevelőszülőkhöz kerül, autista kisfiuk intézetbe. Joseph értesíti Rush nyomozót, hogy a gyerek folyton egy számsort mormol. Lily azonnal rájön, hogy a számsornak köze van a gyilkossághoz. |                           |                    |     |
|          | |                           |                    |     |
| 75. 4x06 | Static | 2006. október 29.         | Kevin Bray         |     |
| 75. 4x06 | A skarlát rózsa | 2010. július 15.          | Gavin Harris       |     |
| 75. 4x06 | Újra megnyitott akta dátuma: 1958 Utolsó jelenetben hallható dal: Alexa Khan - Scarlet Rose |                           |                    |     |
| 75. 4x06 | Hawk sztár-műsorvezető, az 50-es évek végének megvesztegethetetlen DJ-je, aki csak azokat a dalokat adja le a rádióműsorában, amiket kedvel, és nem törődik a lemezkiadók zsarolásával. Egy nap a stúdióban lelövik, amit akkoriban öngyilkosságként zárnak le. Sok évvel később egy felvételről kiderül, hogy valaki más is volt a szobában, és a „Skarlát rózsa” című dal vezeti nyomra a nyomozókat. |                           |                    |     |
|          | |                           |                    |     |
| 76. 4x07 | The Key | 2006. november 5.         | David Barrett      |     |
| 76. 4x07 | A kulcs | 2010. július 20.          | Jennifer Johnson   |     |
| 76. 4x07 | Újra megnyitott akta dátuma: 1979 Utolsó jelenetben hallható dal: Anne Murray - Broken Hearted Me |                           |                    |     |
| 76. 4x07 | 1979-ben holtan találnak egy tanárnőt az erdőben, s a korabeli nyomozás szerint csavargók végezhettek vele. Több mint húsz évvel később előkerül a meggyilkolt Libby Bradley dzsekije. Kiderül, hogy minden azon a kulcspartin kezdődött, ahol a bulin részt vevő hölgyek kihúztak a kalapból egy kocsikulcsot, és a kulcs tulajdonosával töltötték az éjszakát. |                           |                    |     |
|          | |                           |                    |     |
| 77. 4x08 | Fireflies | 2006. november 12.        | Marcos Siega       |     |
| 77. 4x08 | Amnézia | 2010. július 22.          | Erica Shelton      |     |
| 77. 4x08 | Újra megnyitott akta dátuma: 1975 Utolsó jelenetben hallható dal: Fleetwood Mac - Landslide |                           |                    |     |
| 77. 4x08 | 1975-ben afroamerikai család költözött a fehérek lakta negyedbe, ami az akkori rasszista időkben komoly veszélyt jelentett. A szülők akaratának ellenére Melanie összebarátkozik Cherise-zel, a fekete kislánnyal, és egyre több időt töltenek egymással. A szomszédság is rossz szemmel nézi a barátságukat, s egy napon Melanie eltűnik. Holttestét sosem találták meg, de édesanyja reménykedik, hogy lánya még életben van. |                           |                    |     |
|          | |                           |                    |     |
| 78. 4x09 | Lonely Hearts | 2006. november 19.        | John Peters        |     |
| 78. 4x09 | Magányos szívek | 2010. július 27.          | Liz W. Garcia      |     |
| 78. 4x09 | Újra megnyitott akta dátuma: 1989 Utolsó jelenetben hallható dal: Heart - Alone |                           |                    |     |
| 78. 4x09 | Martha Puck egy jó kedélyű és romantikus lány, ám magányos, mert betegesen kövér, s így nem talál társat magának. Egy társkeresőben bemutatkozó filmet készítenek róla, és hamarosan jelentkezik is Ramon, az igen jóképű fiú. Nem sokkal később Marthát valaki lelövi egy sikátorban. A nyomozók akkor veszik elő újra a rablótámadásként lezárt ügyet, amikor évekkel később Ramon öngyilkos lesz. |                           |                    |     |
|          | |                           |                    |     |
| 79. 4x10 | Forever Blue | 2006. december 3.         | Jeannot Szwarc     |     |
| 79. 4x10 | Egy járőr halála | 2010. július 29.          | Tom Pettit         |     |
| 79. 4x10 | Újra megnyitott akta dátuma: 1968 Utolsó jelenetben hallható dal: The Byrds - My Back Pages |                           |                    |     |
| 79. 4x10 | 1968-ban egy híd alatt, a járőr-kocsiban lelőnek egy rendőrt. Közel 40 évvel később egy idős elítélt úgy akar kikerülni a börtönből hátralévő napjaira, hogy tippet ad a gyilkossági üggyel kapcsolatban. A nyomozók eleinte korrupcióra gyanakszanak, majd féltékenységből elkövetett gyilkosságra, de az igazság ennél sokkal meglepőbb. |                           |                    |     |
|          | |                           |                    |     |
| 80. 4x11 | The Red and the Blue | 2006. december 10.        | Steve Boyum        |     |
| 80. 4x11 | Észak dél ellen | 2010. augusztus 3.        | Meredith Stiehm    |     |
| 80. 4x11 | Újra megnyitott akta dátuma: 2000 Utolsó jelenetben hallható dal: Tim McGraw - I've Got Friends That Do |                           |                    |     |
| 80. 4x11 | 2000 novemberében egy country együttes érkezik Philadelphiába, hogy az akkor már híres Edie Lowe előzenekaraként játsszon. Truckot, az együttes egyik tagját meggyilkolják. Évekkel később a gyilkos fegyverrel rálőnek valakire, s ezért az ügyet újra előveszik. Eleinte arra gyanakszanak, hogy a feleség állt bosszút, azért mert Truck már nem akart visszamenni délre, helyette inkább Edievel indult turnézni. Ebben a részben található egy baki. Az egyik zenészt először kokainfüggőnek ismerjük meg, de a rész végén már heroinról beszélnek. |                           |                    |     |
|          | |                           |                    |     |
| 81. 4x12 | Knuckle Up | 2007. január 7.           | David Barrett      |     |
| 81. 4x12 | Harcosok klubja | 2010. augusztus 5.        | Greg Plageman      |     |
| 81. 4x12 | Újra megnyitott akta dátuma: 2006 Utolsó jelenetben hallható dal: The Fray - How To Save a Life |                           |                    |     |
| 81. 4x12 | 2005-ben eltűnik a 17 éves James Hoffman. Húga egy évvel később azzal állít be a rendőrségre, hogy az interneten látott egy felvételt, amin a testvérét éppen veri valaki. A felvétel alapján azonosítják a helyszínt, ahol egy hordóba rejtve megtalálják a gimnazista fiú holttestét. Kiderül, hogy az iskola gazdag diákjai szórakozásból létrehoztak egy klubot, ahol félholtra verik egymást. Ezúttal azonban valaki messzebbre merészkedett. |                           |                    |     |
|          | |                           |                    |     |
| 82. 4x13 | Blackout | 2007. január 14.          | Seith Mann         |     |
| 82. 4x13 | Áramszünet | 2010. augusztus 10.       | Tyler Bensinger    |     |
| 82. 4x13 | Újra megnyitott akta dátuma: 1996 Utolsó jelenetben hallható dal: Goo Goo Dolls - Name |                           |                    |     |
| 82. 4x13 | Matt Merriman születésnapján váratlanul megjelenik a nagyanyja, aki egykor szépségversenyt nyert és még mindig rendkívül vonzó. Az este nagyon rosszul alakul. Lauren mindent és mindenkit bírál – még a gyerekeit is megalázza –, azonban a kinti hóvihar miatt mindenki kénytelen elviselni a társaságát. Másnap reggel holtan találják Laurent az úszómedencében. A nyomozást lezárják, ittasan belefulladt a medence vízébe. Tíz év múlva az esetet újra előveszik, mikor a ház új tulajdonosa az ugródeszka alján karmolások nyomait fedezi fel.    |                           |                    |     |
|          | |                           |                    |     |
| 83. 4x14 | 8:03 AM | 2007. január 28.          | Alex Zakrzewski    |     |
| 83. 4x14 | Büszkeség és balítélet | 2010. augusztus 12.       | Veena Cabreros Sud |     |
| 83. 4x14 | Újra megnyitott akta dátuma: 2002 Utolsó jelenetben hallható dal: U2 - With or Without You |                           |                    |     |
| 83. 4x14 | 2002-ben, ugyanazon a napon, két különböző helyszínen megölnek két fiatalt. A két ügynek látszólag semmi köze egymáshoz. Madison egy jó környéken lakó, rendes lány, míg Skill afroamerikai drogdíler. Később a nyomozók kiderítik, hogy ismerték egymást, de egymástól függetlenül haltak meg. Haláluk oka mégis közös: mindketten megsértették valaki büszkeségét. |                           |                    |     |
|          | |                           |                    |     |
| 84. 4x15 | Blood on the Tracks | 2007. február 18.         | Kevin Bray         |     |
| 84. 4x15 | Gázrobbanás | 2010. augusztus 17.       | Gavin Harris       |     |
| 84. 4x15 | Újra megnyitott akta dátuma: 1981 Utolsó jelenetben hallható dal: Bob Dylan - Like A Rolling Stone |                           |                    |     |
| 84. 4x15 | A nyolcvanas évek elején összegyűlik egy baráti társaság, hogy felidézzék a régi emlékeiket. A régi fotókat nézegetve a hangulat elromlik, amikor Sara egykori barátjának képe jelenik meg a kivetítőn. A bulit rendező házaspár hamarosan életét veszti egy éjszakai gázrobbanásban. Sok évvel később az épület felújítása során egy robbanószerkezet maradványait találják meg, ezért újra előveszik az ügyet. Mint kiderül, minden azzal az ominózus fényképpel kezdődött.                                                                            |                           |                    |     |
|          | |                           |                    |     |
| 85. 4x16 | The Good-Bye Room | 2007. március 4.          | Holly Dale         |     |
| 85. 4x16 | A törvénytelen gyermek | 2010. augusztus 19.       | Jennifer Johnson   |     |
| 85. 4x16 | Újra megnyitott akta dátuma: 1964 Utolsó jelenetben hallható dal: Carly Simon - You Are My Sunshine |                           |                    |     |
| 85. 4x16 | 1964-ben Hillary Westet a szülei egy – a leányanyák számára fenntartott – zárdába viszik, hogy ott szülje meg gyermekét. Az apácáknál mostoha körülmények fogadják a megesett lányokat, akik közül sokan meghalnak a szüléskor; mégis Hillaryt a szülés után kettő nappal egy mezőn találják holtan. Lánya kérésére indul újra a nyomozás az ügyben, aki nevelőanyja halálakor tudta meg, hogy örökbe fogadták. |                           |                    |     |
|          | |                           |                    |     |
| 86. 4x17 | Shuffle, Ball Change | 2007. március 11.         | Mark Pellington    |     |
| 86. 4x17 | Mindhalálig tánc | 2010. augusztus 24.       | Liz W. Garcia      |     |
| 86. 4x17 | Újra megnyitott akta dátuma: 1984 Utolsó jelenetben hallható dal: Foreigner - I Want To Know What Love Is |                           |                    |     |
| 86. 4x17 | 1984-ben egy élelmiszerüzlet tulajdonosa büszkén jelenti be ismerőseinek, hogy fiát, Grantet beválogatták az olimpiai csapatba. Ugyanakkor kisebbik fia, Maurice nemsokára eltűnik. Húsz évvel később találják meg maradványait, s ekkor kezdenek el nyomozni a halála ügyében. Kiderül, hogy Maurice az apja tiltása ellenére táncosnak készült, ezért gyanúsítottá vált. |                           |                    |     |
|          | |                           |                    |     |
| 87. 4x18 | A Dollar, a Dream | 2007. március 18.         | Chris Fisher       |     |
| 87. 4x18 | A sorsjegy | 2010. augusztus 26.       | Erica Shelton      |     |
| 87. 4x18 | Újra megnyitott akta dátuma: 1999 Utolsó jelenetben hallható dal: Sarah McLachlan - Angel |                           |                    |     |
| 87. 4x18 | Marlene férje súlyos betegség után elhunyt. Mivel minden pénzüket a családfő kezeltetésére fordították, tönkre mentek. Marlene két kiskorú lányával az autójukban lakik, közben egy szebb jövőről álmodoznak. Néhány év múlva a tó fenekéről előkerül a kocsi, benne Marlene holttestével. A nagyobbik lány, Natalie, anyja eltűnése óta azt hitte, hogy magukra hagyta őket, ezért nagyon haragudott rá. A valóság azonban őt is megdöbbenti. |                           |                    |     |
|          | |                           |                    |     |
| 88. 4x19 | Offender | 2007. március 25.         | David Barrett      |     |
| 88. 4x19 | Éltető bosszú | 2010. augusztus 31.       | Greg Plageman      |     |
| 88. 4x19 | Újra megnyitott akta dátuma: 1987 Utolsó jelenetben hallható dal: Corey Hart - Never Surrender |                           |                    |     |
| 88. 4x19 | 1987-ben Mitch és Tara kisfia, Clayton biciklizés közben eltűnik, s egy építkezésen találják meg holttestét. Az orvosszakértő megállapította, hogy minden valószínűséggel egy pedofil áldozata. Az apát tartóztatták le, ám többszöri fellebbezés után feltételesen szabadlábra helyezték. Mitch bejelenti a rendőrségen, hogy addig gyilkolja majd a pedofilokat, míg ki nem derítik, ki ölte meg a kisfiát. |                           |                    |     |
|          | |                           |                    |     |
| 89. 4x20 | Stand Up and Holler | 2007. április 1.          | John Peters        |     |
| 89. 4x20 | A népszerűség ára | 2010. szeptember 7.       | Kate Purdy         |     |
| 89. 4x20 | Újra megnyitott akta dátuma: 1997 Utolsó jelenetben hallható dal: Radiohead - High And Dry |                           |                    |     |
| 89. 4x20 | Rainey és Celeste mindent elkövetnek, hogy bevegyék őket a pompomlányok csapatába. Végül sikerül bejutniuk és Celeste szó nélkül eltűri a szeszélyes Becca minden gonosz tréfáját, de Rainey egy idő után fellázad, mert nem ért egyet a csapatvezető felfogásával. Nem sokkal később holtan fekszik a sportpályán, vérében alkoholt és drogot találnak. Évekkel később a nyomozók kiderítik, hogy Rainey ki akart szállni a csapatból és talán ez okozta a vesztét.                                                                                     |                           |                    |     |
|          | |                           |                    |     |
| 90. 4x21 | Torn | 2007. április 8.          | Kevin Bray         |     |
| 90. 4x21 | Egy szüfrazsett halála | 2010. szeptember 14.      | Tyler Bensinger    |     |
| 90. 4x21 | Újra megnyitott akta dátuma: 1919 Utolsó jelenetben hallható dal: Hoagy Carmichael - Stardust |                           |                    |     |
| 90. 4x21 | Emma Stone egy 1919-ben történt halálesettel fordul a nyomozókhoz. Ennyi év távlatából nem könnyű felgöngyölíteni Frances Stone, a sörgyáros lányának a halálát. Akkoriban a nők az egyenjogúságért, a szavazati jog megszerzéséért harcoltak. Frances csatlakozott hozzájuk, amit a szülei igen rossz szemmel néztek. A nyomozók egyetlen szemtanúra hagyatkozhatnak: a család egykori cselédjének a lányára, Audrey-ra. |                           |                    |     |
|          | |                           |                    |     |
| 91. 4x22 | Cargo | 2007. április 15.         | Andy Garcia        |     |
| 91. 4x22 | Embercsempészek | 2010. szeptember 21.      | Tom Pettit         |     |
| 91. 4x22 | Újra megnyitott akta dátuma: 2005 Utolsó jelenetben hallható dal: Coldplay - Fix You |                           |                    |     |
| 91. 4x22 | Mike, a kikötői munkás emberi hangokat, nyöszörgést hall az egyik konténerből. Amint kinyitja az ajtaját, egy csapat lányt talál. A Kelet-Európából becsempészett lányok nem akarják elhagyni búvóhelyüket. Mike azonban magával viszi Lenát, aki súlyos betegen fekszik a padlón. A férfit nemsokára holtan találják, cigaretta okozta égésnyomokkal a talpán. |                           |                    |     |
|          | |                           |                    |     |
| 92. 4x23 | The Good Death | 2007. április 29.         | Paris Barclay      |     |
| 92. 4x23 | Kegyes halál | 2010. szeptember 28.      | Gavin Harris       |     |
| 92. 4x23 | Újra megnyitott akta dátuma: 1998 Utolsó jelenetben hallható dal: Paul Westerberg - Good Day |                           |                    |     |
| 92. 4x23 | Jay sikeres üzletember, ám cinikus, könyörtelen, és épp ezért kevés barátja van. Agydaganatot diagnosztizálnak nála. Amikor néhány évvel később egy ápolóról kiderül, hogy a „halál angyalaként” végzetes betegségben szenvedőket segített a halálba, Jay esetét is megvizsgálják, és kiderül, hogy morfium túladagolás következtében halt meg, ám nem az ápoló keze által. |                           |                    |     |
|          | |                           |                    |     |
| 93. 4x24 | Stalker | 2007. május 6.            | Alex Zakrzewski    |     |
| 93. 4x24 | Néma lesben | 2010. október 5.          | Veena Cabreros Sud |     |
| 93. 4x24 | Újra megnyitott akta dátuma: 2006 Utolsó jelenetben hallható dal: Dashboard Confessional - Stolen |                           |                    |     |
| 93. 4x24 | A Jacobi családot lemészárolják, csak a kamaszlány, Kim, marad életben, de a trauma következtében semmire nem emlékszik. A nyomozók kérdései előcsalogatják foltokban az emlékeit. Apja munkanélküli volt, anyja keresetéből élt a család. Az apa észreveszi, hogy Kim korához képest túlságosan kacéran chatel egy bizonyos Rómeóval a világhálón, amiből óriási veszekedés lesz. |                           |                    |     |
|          | |                           |                    |     |